# Caccocnemus
Caccocnemus là một chi bọ cánh cứng thuộc họ Scarabaeidae.